# Like You
"Like You" é uma canção escrita por Jermaine Dupri e Johnta Austin, e produzida por Dupri e Bryan Michael Cox para o quarto álbum do rapper Bow Wow, Wanted (2005). Ela inclui acordes de teclado da canção do New Edition "I'm Leaving You Again", escrita por J. Alson, Ricky Bell e Ralph Tresvant, e conta com a participação da cantora americana de R&B Ciara.
Bow Wow canta praticamente a música toda, exceto um verso que é cantado por Ciara. O refrão da música é cantado por Bow Wow e Ciara juntos, mas os próximos são cantados apenas por Ciara. "Like You" foi lançado como o segundo single do álbum e alcançou a terceira posição na Billboard Hot 100 e a primeira no top R&B da mesma parada. Seu vídeo foi dirigido por Bryan Barber e foi filmado num apartamento em construção. É o segundo single de Bow Wow a chegar a um top 10 e o quinto de Ciara.
Esta é a primeira vez que Ciara trabalhara com Jermaine Dupri. Depois, ela trabalhara com Dupri novamente na canção de Nelly "Stepped On My J'z".  "Like You" permanece sendo o maior hit de Bow Wow.

## Performance nas paradas musicais
"Like You" estreou em 63° no gráfico da Billboard Hot 100 na semana d dia 06 de agosto de 2005, enquanto outro single de Bow wow "Let Me Hold You " estava no top 5. Logo apos uma semana o single avançou mais quinze posições indo parar em 49°. Ele chegou ao top 40 na semana de 20 de agosto de 2005, avançou vinte e quatro posições, chegando em 25°. Na semana do dia 27 de agosto de 2005,ele avançou mais treze posições indo para o número 12. Na semana do dia 01 de outubro de 2005, ele chegou ao 3° lugar e ficou lá por duas semanas. Ele permaneceu na parada por vinte e um semanas.

## Videoclipe
O Videoclipe foi dirigido por Bryan Barber e gravado num edifício de apartamentos. No vídeo Bow Wow mora um andar acima de Ciara, e eles estão apaixonados um pelo outro. O Roteiro foi escrito por  Mark Brow.

## Performances
Bow Wow e Ciara cantaram "Like You"  no American Music Awards em 22 de Novembro de 2005.

## Formatos e faixas
1. "Like You [Album Version]" – 3:25
2. "Like You [Instrumental]" – 3:25
3. "Call Out Hook" – 0:12

Europa Vinyl, 12", Promo
1. "Like You [Album Version]" – 3:26
2. "Like You [Instrumental]" – 3:25
3. "Like You [The Paduans Remix]" – 3:52
4. "Like You [The Paduans Remix Instrumental]" – 3:52
5. "Like You [Octave Remix]" – 3:16

EUA Vinyl, 12"
1. "Like You [Album]" – 3:25
2. "Like You [Instrumental]" – 3:25
3. "Like You [Acappella]" – 2:59
4. "Like You [Instrumental With Background Vocals]" – 3:25

## Desempenho

### Posições
| Tabelas musicais (2005)                          | Melhor posição |
| ------------------------------------------------ | -------------- |
| Alemanha Parada de Singles                       | 39             |
| Austrália ARIA Parada de Singles                 | 16             |
| Estados Unidos Billboard Hot 100                 | 3              |
| Estados Unidos Billboard Hot R&B/Hip Hop Singles | 1              |
| Estados Unidos Billboard Hot Rap Tracks          | 1              |
| Estados Unidos Billboard Pop 100                 | 1              |
| Irlanda Parada de Singles                        | 29             |
| Reino Unido Parada de Singles                    | 35             |

## Certificações
| País / Certificadora  | Vendas    | Certificação |
| --------------------- | --------- | ------------ |
| Estados Unidos (RIAA) | 1.000.000 | Platina      |